# 아다마 기라
아다마 기라(프랑스어: Adama Guira, 1988년 4월 24일 ~ )는 부르키나파소의 전 프로 축구 선수로, 과거 부르키나파소 국가대표팀에서 미드필더로 활약하였다.

## 구단 경력
보보디울라소에서 태어난 기라는 부르키나파소, 스페인, 스웨덴, 몰도바, 덴마크에서 활약하였다.
2017년 7월, 기라는 덴마크로 돌아와 AGF에 합류했다. 그는 2년 후 홍콩 프리미어리그 클럽 R&F에 합류하기 위해 클럽을 떠났다. 2020년 10월 14일, 기라는 새 시즌에 HKPL에서 탈퇴한 후 클럽을 떠났다.
2021년 2월 6일, 기라는 남은 시즌을 위해 덴마크의 쇠네르위스케로 복귀했다. 그는 계약이 끝날 때 다시 클럽을 떠났다. 그리고 그는 레이싱 리오하로 계약을 맺었다.

## 국가대표팀 경력
기라는 부르키나파소에서 2010년에 국제적으로 데뷔했다. 그는 2015년 아프리카 네이션스컵의 부르키나파소 예비 선수단의 일원으로 선발되었다.